# Borstenbaumstachler
Der Borstenbaumstachler (Chaetomys subspinosus) ist eine in Südamerika lebende Nagetierart aus der Familie der Baumstachler (Erethizontidae).

## Körperbau
Der Körper der Borstenbaumstachler ist mit borstenartigen Haaren besetzt, am Kopf, Nacken und an den Vordergliedmaßen sind sie jedoch ausgesprochen stachelig. Ihr Fell ist dunkelbraun gefärbt, die Füße und der schuppige Schwanz sind schwarzbraun. Diese Tiere erreichen eine Kopfrumpflänge von 38 bis 46 Zentimeter, eine Schwanzlänge von 25 bis 28 Zentimeter und ein Gewicht von rund 1300 Gramm.

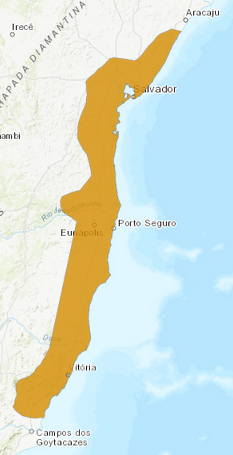
Das Verbreitungsgebiet des Borstenbaumstachlers

## Verbreitung und Lebensraum
Borstenbaumstachler bewohnen ein kleines Gebiet im südöstlichen Brasilien, sie leben in den Bundesstaaten Sergipe, Bahia, Espírito Santo und Rio de Janeiro. Ihr Lebensraum sind Wälder und Buschland in der Nähe von Savannen.

## Lebensweise
Borstenbaumstachler sind Baumbewohner, die sich üblicherweise mit langsamen Bewegungen im Geäst fortbewegen. Tagsüber schlafen sie in Baumhöhlen oder Erdlöchern, um in der Nacht auf Nahrungssuche zu gehen. Knapp ein Fünftel der Nacht wird zur Nahrungssuche verwendet. Ihre Nahrung besteht scheinbar ausschließlich aus Blättern. Über die Fortpflanzung dieser Tiere ist so gut wie nichts bekannt.

## Bedrohung
Diese Tiere bewohnen ein relativ kleines Gebiet, das zudem durch Waldrodungen in Mitleidenschaft gezogen wird. Die IUCN listet ihn als gefährdet (vulnerable).

## Systematik
Es ist umstritten, ob der Borstenbaumstachler zu den Baumstachlern (Erethizontidae) oder zu den Stachelratten (Echimyidae) gehört. Beides sind amerikanische Nagetierfamilien, deren Fell durch borsten- oder stachelartige Haare charakterisiert ist. Jüngere Systematiken wie Wilson & Reeder klassifizieren ihn in einer eigenen Unterfamilie, Chaetomyinae, innerhalb  der Baumstachler.